# Manuel Giró i Minguella
Manuel Giró i Minguella   (Barcelona, 3 de març de 1907 - Barcelona, 26 d'agost de 1992) va ser un empresari català, membre de la família propietària d'OSSA i responsable del canvi d'orientació d'aquesta empresa, que havia començat com a fabricant d'equips cinematogràfics i per mitjà de la seva iniciativa va passar a fabricar motocicletes al tombant de la dècada de 1950.

## Biografia
Fill de l'industrial tèxtil Joan Giró i Prat i de Teresa Minguella i Roca, membres de la burgesia barcelonina, Manuel Giró tenia tres germanes i tres germans, entre els quals Maria Francesca, Víctor, Ernest i Pere (Badalona, 1900 - Barcelona, 1995). Aquest darrer era el president de l'empresa familiar Sociedad Anónima Giró, dedicada a la fabricació de catifes i successora de l'empresa fundada a Badalona durant el segle XIX pel seu avi, Josep Giró i Blanch (Badalona, 1840), coneguda aleshores com a «Can Giró» i, actualment, com a «Can Casacuberta».
Manuel Giró es va formar de jove durant quatre anys com a oficial de la marina mercant, professió que abandonà en casar-se per tal de dedicar-se al nou negoci familiar. En aquella època, la seva família havia abandonat el tèxtil per tal d'abordar un nou projecte: l'emergent negoci cinematogràfic. El 1928, el seu pare havia fundat a Barcelona una nova empresa familiar, Orpheo Sincronic, SA, més tard esdevinguda Maquinaria Cinematográfica, SA (pocs anys després, el 1931, Joan Giró i Prat es presentà a les Eleccions generals de la República amb el PRR a Barcelona). La nova empresa dels Giró, la futura OSSA, nasqué amb la idea de subministrar els equips necessaris per a proveir les noves sales de cinema, aleshores anomenades "cinematògrafs". La primera activitat d'aquesta nova empresa era la fabricació de material sonor per a la indústria del cinema, així com altra maquinària cinematogràfica (incloent-hi projectors), arribant a aconseguir el 65% del mercat espanyol. La seva era una maquinària moderna que esdevingué molt superior a la de la majoria de marques del mercat.

### Motonàutica
Gran apassionat de la mecànica, Manuel Giró ja va adquirir una motocicleta amb motor de quatre temps de ben jove. Amb els anys, li comprà una Norton de carretera i una CS1 de velocitat al pilot Percy Hunt. La seva altra gran passió eren les curses de motonàutica, ambient on va conèixer un empresari espanyol, Ricardo Soriano, que treballava a França i que fabricava els millors motors de l'època per a aquestes embarcacions. El 1932, quan l'empresa familiar ja començava a donar beneficis, Giró i Soriano arribaren a un acord comercial per a construir els motors forabord per a llanxes Soriano als tallers d'OSSA a Barcelona, ja que aquests disposaven dels millors utillatges de precisió. Per tal de promocionar aquests nous propulsors, els mateixos Giró i Soriano varen participar en les proves més importants de motonàutica de l'època, obtenint-hi importants èxits que ajudaren a donar a conèixer la marca: el 1934, Giró fou finalista del Campionat del Món de motonàutica als EUA i guanyà el Gran Premi de França; el 1935, fou segon al Campionat d'Europa. Manuel Giró s'afeccionà tant a aquest esport que fou el soci número 2 del Club Nàutic de Barcelona.
Temps a venir, Manuel Giró aconseguí implicar part de la seva família un nou projecte. La idea inicial era importar i comercialitzar motors d'Anglaterra per, en un futur proper, passar a comercialitzar els seus propis vehicles. La seva afecció per les motos, i el fet que ja disposava de la maquinària adient gràcies a la fabricació dels motors forabord, el feren convèncer el seu germà Ernest de l'oportunitat que tenien d'iniciar la fabricació d'aquesta mena de vehicles. Tots dos aconseguiren ajut econòmic de la resta de parents i el 1935 compraren la fàbrica d'automòbils Nacional Pescara, amb seu al carrer Badal de Barcelona. Malauradament, poc després esclatà la guerra civil espanyola.

### Altres esports
Gran afeccionat a les curses de motocicleta, Giró participava en tota mena de competicions de velocitat i pujades de muntanya, especialitzant-se en la conducció de sidecars. El 1940, per exemple, amb l'ajut de Jaume Pahissa muntà un motor Soriano/OSSA al bastidor d'una BMW R-12 amb sidecar, que feia servir en les pujades de muntanya (amb els anys, arribà a ser Campió d'Espanya de velocitat en sidecar, amb Pahissa de passatger). Durant una època, fou directiu del Reial Moto Club de Catalunya.
El 1948 també s'interessà per l'automobilisme: fou novè al Gran Premi de Montecarlo (1949) i segon a la Copa dels Alps (1951) i a la Volta a Andalusia (1954). L'última prova en què participà fou el 1954 al circuit de Montjuïc, on aconseguí la victòria amb un Lancia Aurelia. A partir del 1955 competí en diverses regates de velers i participà en el Trofeu Comte de Godó. Com a reconeixement als seus èxits, rebé la medalla al Mèrit Esportiu de la Dirección General de Deportes.

### Les motocicletes OSSA
Un cop acabada la guerra civil espanyola, Giró reprengué la seva idea de fabricar motocicletes. En els primers models que dissenyava hi muntava motors i caixes de canvi fabricats a Anglaterra, deixant per a més endavant el seu projecte de producció pròpia amb motor monocilíndric de quatre temps en les cilindrades de 250, 350 i 500 cc, així com motors de quatre cilindres i altres de més econòmics de fabricació pròpia. El 1940 es presentà el seu primer prototipus, dissenyat conjuntament amb Sebastià Nadal, i el 1942 se'n presentà un altre a la Fira de Mostres de Barcelona, equipat amb motor de dos temps anglès Villiers de 125cc i una potència de 4 CV, amb canvi de tres velocitats. Aquesta motocicleta obtingué una gran acceptació per part del públic, tot i que no va evolucionar a causa de la situació econòmica del moment. Només es tornà a mostrar en una exposició l'any 1944. Aquell mateix any, Giró havia aconseguit importar 300 volants magnètics Bosch, però vista la no continuïtat en el subministrament optà per malvendre'ls a Montesa.
El 1948, finalment, es presentà a la Fira de Mostres de Barcelona el segon prototipus de motocicleta, la primera que anava decorada amb el mític anagrama del trèvol de quatre fulles. Duia un motor inspirat en la DKW RT-125, també de dos temps i 125cc, amb una potència de 5 CV. Aquest model, anomenat 125 i conegut popularment com a Fuelles va passar definitivament a la producció i el 1951 se'n començaren a vendre les primeres unitats, amb tant d'èxit que la demanda superà a la capacitat de producció de la fàbrica. Acabava de néixer la llegenda d'OSSA, que havia de durar fins a la dècada de 1980.

## L'amistat amb Francesc Xavier Bultó
Giró tenia força punts en comú amb Francesc Xavier Bultó (cofundador de Montesa i posterior fundador de Bultaco): a banda de portar-se només cinc anys, tots dos pertanyien a l'alta burgesia barcelonina, essent les seves respectives famílies propietàries de sengles indústries tèxtils. Lògicament, doncs, ambdues famílies es coneixien i mantenien una bona relació comercial i personal, relació que en el cas de Manuel i Francesc Xavier esdevingué amistat. Amb els anys, aquesta amistat seria determinant pel que fa al naixement de Montesa, ja que tots dos amics hi embarcaren a un altre conegut seu: Pere Permanyer, el futur accionista principal.